# Єзерник (Новодворський повіт)
Єзерник (пол. Jeziernik, нім. Schönsee) — село в Польщі, у гміні Осташево Новодворського повіту Поморського воєводства.
Населення — 488 осіб (2011).
У 1975-1998 роках село належало до Ельблонзького воєводства.

## Демографія
Демографічна структура станом на 31 березня 2011 року:
|          | Загалом | Допрацездатний вік | Працездатний вік | Постпрацездатний вік |
| -------- | ------- | ------------------ | ---------------- | -------------------- |
| Чоловіки | 259     | 50                 | 195              | 14                   |
| Жінки    | 229     | 54                 | 139              | 36                   |
| Разом    | 488     | 104                | 334              | 50                   |